# Back To My Base
『Back To My Base』（バック・トゥ・マイ・ベース）はYoko Blaqstoneの1枚目のスタジオ・アルバム（フルアルバムとしては2枚目）。2005年3月16日にStyling Records、GIZA studioより発売された。
改名後初の作品であり、前作『THE ONE ABOUT ME』から約5年半ぶりのリリースとなった。

## 解説
- 倉木麻衣と滴草由実への提供曲のセルフカバーが収録されている。
- ほぼ全編にわたり日本語で歌唱されており、これはデビュー以来英語歌詞で歌ってきた自身にとって初の試みである。
- 当初は2005年1月19日発売予定であったが、製作上の都合により同年3月16日に延期となった。

## 収録曲
1. Opening ～Welcome～
2. SOMETHING MORE
3. いつまで…
4. Throw Your Hands Up <They don't hear me though>
5. クリスマス・イヴの街に
6. MY LOVE(私の子供達)
7. Super Hero
8. Stepping ∞ Out
倉木麻衣に提供した同名曲の全編英詞によるセルフカバー。
9. Kiss
倉木麻衣の同名曲の全編英詞によるセルフカバー。原曲はシングル表題曲としてリリースされた。
10. 君との約束
滴草由実に提供した「星月夜」の歌詞を書き換えセルフカバーした楽曲。
11. Deeply In Love
12. (I'm so proud) To Beg For Your Love

## 発売形態
| 発売日        | 形態     | 品番      |
| ------------- | -------- | --------- |
| 2005年3月16日 | CD       | GZCS-5003 |
| 2005年3月16日 | 音楽配信 |           |